# استان آسته
استان آسته (به ایتالیایی: Province di Asti) از استان‌های شمال غربی کشور ایتالیا است. آسته در منطقهٔ پیمونت قرار دارد. مرکز این استان شهر آسته، مساحتش ۱٬۵۱۱ کیلومترمربع و جمعیت آن طبق سرشماری سال ۲۰۱۱ تقریباً ۲۱۷٬۸۷۰ نفر بوده است.
مهم‌ترین محصول کشاورزی آن شراب میباشد. 